# Cena Izvestijí 1971
Pátý ročník Ceny Izvestijí se konal od 17. do 20. prosince 1971 v Moskvě. Zúčastnili se čtyři reprezentační mužstva, která se utkala jednokolovým systémem každý s každým.

## Výsledky a tabulka
|    |         | SSSR          | ČSSR           | FIN    | SWE     | V | R | P | Skóre | B |
| 1. | SSSR    | Sovětský svaz | 5:2            | 2:4    | 12:1    | 2 | 0 | 1 | 19:7  | 4 |
| 2. | ČSSR    | 2:5           | Československo | 1:0    | 8:1     | 2 | 0 | 1 | 11:6  | 4 |
| 3. | Finsko  | 4:2           | 0:1            | Finsko | 4:1     | 2 | 0 | 1 | 8:4   | 4 |
| 4. | Švédsko | 1:12          | 1:8            | 1:4    | Švédsko | 0 | 0 | 3 | 3:24  | 0 |

 SSSR -  Finsko 2:4 (0:3, 2:0, 0:1)
17. prosince 1971 - Moskva

Branky SSSR: 28. Vladimir Vikulov, 39. Vladimir Vikulov.

Branky Finska: 3. Juhani Tamminen, 9. Matti Murto, 18. Juhani Tamminen, 47. Juha Rantasila.

Rozhodčí: Rudolf Baťa (TCH), Andersson (SWE)

Vyloučení: 4:2 (1:1)
SSSR: Viktor Konovalenko (21. Vladislav Treťjak) – Viktor Kuzkin, Vladimir Lutčenko, Valerij Vasiljev, Vitalij Davydov, Gennadij Cygankov, Igor Romiševskij – Vladimir Vikulov, Anatolij Firsov, Valerij Charlamov – Boris Michajlov, Vladimir Petrov, Jurij Blinov – Alexandr Martyňuk, Vladimir Šadrin, Jevgenij Zimin - Anatolij Motovilov, Alexandr Malcev.
Finsko: Jorma Valtonen – Heikki Järn, Pekka Marjamäki, Ilpo Koskela, Seppo Lindström, Juha Rantasila, Hekki Riihiranta – Lasse Oksanen, Veli-Pekka Ketola, Esa Peltonen – Harri Linnonmaa, Matti Murto, Juhani Tamminen – Lauri Mononen, Seppo Repo, Timo Turunen - Matti Keinonen, Jorma Vehmanen.
 Československo -  Švédsko 8:1 (4:1, 1:0, 3:0)
17. prosince 1971 - Moskva

Branky a nahrávky Československa: 1. Vladimír Bednář, 10. Richard Farda, 3:1 15. Jiří Bubla, 4:1 15. Ivan Hlinka (Vladimír Martinec), 30. Jiří Kochta (Rudolf Tajcnár), 47. Richard Farda (Eduard Novák), 52. Eduard Novák (Josef Černý), 59. Rudolf Tajcnár.

Branky a nahrávky Švédska: 2. Dick Yderström (Kjell Brus).

Rozhodčí: Unto Wiitala (FIN), Len Gagnon (USA)

Vyloučení: 4:1 (využití 1:0, v oslabení 1:0)
ČSSR: Vladimír Dzurilla – Josef Horešovský, Jiří Bubla, Rudolf Tajcnár, Vladimír Bednář, Karel Vohralík, Oldřich Machač – Jiří Kochta, Václav Nedomanský, Lubomír Bauer – Josef Černý, Richard Farda, Eduard Novák – Vladimír Martinec, Ivan Hlinka, Bohuslav Šťastný (41. Josef Paleček, Jaroslav Holík, Jiří Holík).
Švédsko: Christer Abrahamsson (21. Christer Sehlstedt) – Lars Danielsson, Åke Fagerström, Björn Johansson, Tommy Andersson, Stefan Pettersson, Börje Salming – Dan Labraaten, Dan Söderström, Hans Jax – Åke Söderberg, Dick Yderström, Kjell Brus – Willy Lindström, Benny Rudesson, Bengt-Göran Karlsson.
 SSSR -  Československo 5:2 (1:0, 3:1, 1:1)
18. prosince 1971 - Moskva

Branky SSSR: 12. Anatolij Firsov (Igor Romiševskij), 25. Vladimir Vikulov (Anatolij Firsov), 35. Valerij Charlamov, 39. Jurij Blinov (Boris Michajlov), 53. Alexandr Malcev.

Branky Československa: 22. Jiří Holík (Jiří Kochta), 59. Ivan Hlinka

Rozhodčí: Len Gagnon (USA), Unto Wiitala (FIN)

Vyloučení: 5:6 (využití 2:0, v oslabení 0:1)
SSSR: Vladislav Treťjak – Igor Romiševskij, Gennadij Cygankov, Viktor Kuzkin, Vladimir Lutčenko, Valerij Vasiljev, Vitalij Davydov – Vladimir Vikulov, Anatolij Firsov, Valerij Charlamov – Boris Michajlov, Vladimir Petrov (Alexandr Malcev), Jurij Blinov – Alexandr Martyňuk, Vladimir Šadrin, Jevgenij Zimin.
ČSSR: Jiří Holeček – Vladimír Bednář, Rudolf Tajcnár, Oldřich Machač, František Pospíšil, Karel Vohralík, Josef Horešovský - Josef Černý, Richard Farda, Eduard Novák – Jiří Kochta, Václav Nedomanský, Lubomír Bauer (Jiří Holík) – Josef Paleček, Jaroslav Holík, Jiří Holík - Vladimír Martinec, Ivan Hlinka, Bohuslav Šťastný.
 Finsko -  Švédsko 4:1 (1:1, 1:0, 2:0)
18. prosince 1971 - Moskva

Branky Finska: 9. Jorma Peltonen, 35. Seppo Lindström, 55. Ilpo Koskela, 57. Essa Peltonen.

Branky Švédska: 13. Bo Berggren

Rozhodčí: Jurij Karandin (URS), Viktor Dombrovskij (URS)

Vyloučení: 5:2 (využití 0:0)
Finsko: Stig Wetzel (44. Jorma Valtonen) – Heikki Järn, Ilpo Koskela, Seppo Lindström, Juha Rantasila, Hekki Riihiranta, Pekka Marjamäki – Matti Keinonen, Lasse Oksanen, Veli-Pekka Ketola - Harri Linnonmaa, Lauri Mononen, Matti Murto - Essa Peltonen, Jorma Peltonen, Seppo Repo - Juhani Tamminen, Turunen.
Švédsko: Christer Andersson – Tomy Andersson, Bo Berggren, Per-Olov Brasar, Kjell Brus, Lars Danielsson, Åke Fagerström, Hans Jax, Björn Johansson - Goran Karlsson, Stafan Karlsson, Dan Labraaten - Willy Lindström, Ulf Nilsson, Stefan Pettersson - Börje Salming, Jan-Erik Silfverberg.
 SSSR -  Švédsko 12:1 (4:0, 5:0, 3:1)
20. prosince 1971 - Moskva

Branky SSSR: 7. Vladimir Vikulov, 10. Valerij Charlamov, 11. Boris Michajlov, 14. Vladimir Petrov, 25. Vladimir Vikulov, 32. Alexandr Martyňuk, 34. Jurij Blinov, 35. Martynjuk, 36. Valerij Charlamov, 50. Boris Michajlov, 57. Jurij Ljapkin, 58. Alexandr Malcev.

Branky Švédska: 52. Hans Jax.

Rozhodčí: Mauri Wiitala (FIN), Rudolf Baťa (TCH)

Vyloučení: 4:4 (využití 2:0)
SSSR: Vladislav Treťjak (41. Viktor Konovalenko) – Viktor Kuzkin, Vladimir Lutčenko, Vitalij Davydov, Valerij Vasiljev, Igor Romiševskij, Gennadij Cygankov, Jurij Ljapkin - Vladimir Vikulov, Anatolij Firsov, Valerij Charlamov – Boris Michajlov, Vladimir Petrov, Jurij Blinov – Jevgenij Zimin, Alexandr Malcev, Anatolij Motovilov - Alexandr Martyňuk, Vladimir Šadrin.
Švédsko: Christer Andersson (41. Christer Selstedt) – Börje Salming, Jan-Erik Silfverberg, Stefan Pettersson, Åke Fagerström, Björn Johansson, Lars Danielsson - Dan Söderström, Bo Berggren, Åke Söderberg - Dick Yderström, Stafan Karlsson, Ulf Nilsson - Willy Lindstrom, Hans Jax, Dan Labraaten.
 Československo -  Finsko 1:0 (1:0, 0:0, 0:0)
20. prosince 1971 - Moskva

Branka Československa: 8. Jaroslav Holík.

Rozhodčí: Viktor Dombrovskij (URS), Andersson (SWE)

Vyloučení: 3:4 (využití 0:0)
ČSSR: Vladimír Dzurilla – Rudolf Tajcnár, Vladimír Bednář, František Pospíšil, Josef Horešovský, Karel Vohralík, Jiří Bubla – Jiří Kochta, Jaroslav Holík, Jiří Holík – Josef Černý, Richard Farda, Eduard Novák(41. Václav Nedomanský) – Vladimír Martinec, Ivan Hlinka, Bohuslav Šťastný.
Finsko: Jorma Valtonen – Seppo Lindström, Ilpo Koskela, Juha Rantasila, Hekki Riihiranta, Heikki Järn, Pekka Marjamäki – Matti Keinonen, Lasse Oksanen, Jorma Peltonen – Seppo Repo, Timo Turunen, Lauri Mononen - Harri Linnonmaa, Matti Murto, Juhani Tamminen.

## Statistiky

### Nejlepší hráči
| Brankář | Jorma Valtonen     |
| Obránce | František Pospíšil |
| Útočník | Vladimir Vikulov   |

### Kanadské bodování
| Poř. | Kanadské bodování | Branky | Přihrávky | Body |
| ---- | ----------------- | ------ | --------- | ---- |
| 1.   | Vladimir Vikulov  | 5      | 1         | 6    |